# Chefornak
Chefornak (Cevv'arneq in Central Yup'ik) è una città degli Stati Uniti d'America, situata nella Census Area di Bethel, nello Stato dell'Alaska. In base alle stime del censimento del 2010, la popolazione era di 418 abitanti.

## Geografia fisica
Chefornak si trova sulla riva sud del fiume Kinia, 26 km a monte del Etolin Strait, un braccio del Mare di Bering. È all'interno dello Yukon Delta National Wildlife Refuge.

## Geologia locale
È situato in una regione dove la tundra artica incontra ed interagisce con il Mare di Bering, oltre ad essere in una regione colpita da un passato di azioni vulcaniche, Chefornak ha molti punti di riferimento locali interessanti.
Un vulcano spento, Tern Mountain, è visibile in lontananza. Grandi rocce ignee sono una vista comune nel villaggio e nella tundra circostante.
Il fiume Kinia ed i suoi numerosi affluenti sono importanti per la gente del villaggio, come mezzo di spostamento alle zone di caccia e pesca.

## Attività culturali
La danza Yup'ik è molto popolare nel villaggio. Il liceo è sede della Yup'ik Dance Team, il quale visita spesso altri villaggi per feste e sagre. Spesso il villaggio ospita un festival di danza in aprile, e il grande festival Camai-i a Bethel attrae molti visitatori dai villaggi circostanti per mostrare le loro danze.

## Vita di sussistenza
Molti degli abitanti vivono una vita di sussistenza, il che significa che essi continuano a svolgere le tradizionali attività dei loro antenati. Il loro cibo si basa molto su pesci come halibut, salmoni ed aringhe. Le bacche quali more artiche, bacche nere e mirtilli vengono raccolti ed utilizzati per la preparazione akutaq.

## Edifici del villaggio
Oltre alle case, ci sono una manciata di edifici nel villaggio:
- Chefarnrmute Inc.,
- Avugiak's Store
- L'ufficio postale
- Il municipio/sala bingo
- La scuola (sia elementare che media): Chaputnguak High School; Amakigcik School (scuola primaria, dal nome dello Yup'ik che scelse il sito del villaggio)
- The Old School (ex scuola BIA)
- St. Catherine of Siena Catholic Church

## Infrastrutture e trasporti
Il trasporto nel villaggio di Chefornak avviene principalmente da piccoli aerei, anche se in inverno il villaggio è raggiungibile anche con il gatto delle nevi. Le merci e la posta vengono portati nel villaggio in aereo, e durante i mesi estivi vengono trasportati in chiatta lungo il fiume Kinia. L'aeroporto di Chefornak è in procinto di essere spostato ulteriormente dal villaggio a causa di problemi con la vicinanza della scuola. La nuova pista di atterraggio è stata costruita ma ci vogliono diversi anni prima che sia utilizzabile. All'interno del villaggio, altre opzioni di trasporto includono quattro ruote, biciclette, gatto delle nevi.